# 伊尔姆县
伊尔姆县（Ilm-Kreis）是德国图林根州的一个县，县治阿恩施塔特。